# Jesse Duplantis

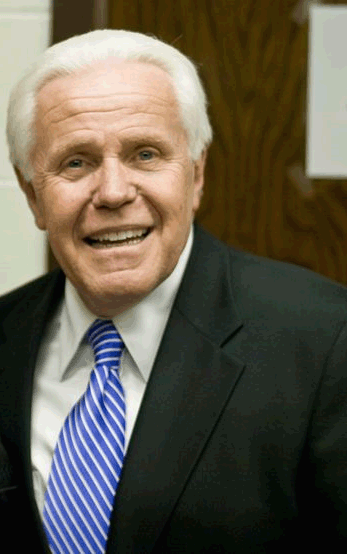
Jesse Duplantis (2009)

Jesse Duplantis (* 9. Juli 1949 in New Orleans) ist ein amerikanischer evangelikaler Pastor, der zu den Anhängern des Wohlstandsevangeliums gezählt wird.

## Leben
Duplantis wurde 1949 als Angehöriger der Cajun in Louisiana geboren.
Im Jahr 1976 hielt er seine erste Predigt in einem Gottesdienst von John Hagee. Ab 1978 war Duplantis Vollzeit-Fernsehprediger.
Jesse Duplantis ist proisraelisch eingestellt und Mitglied der Christians United for Israel, einer Gruppierung des christlichen Zionismus.

## Kontroversen
2018 geriet er in die Kritik, weil er seine Anhänger um 54 Mio. Dollar für einen neuen Privatjet bat, da er mit den vorhandenen drei Privatjets seine Ziele nicht nonstop erreichen könne.
Außerdem wird Jesse Duplantis von nicht-charismatischen Pastoren wie Justin Peters vorgeworfen, die Bibel zu seinem eigenen Vorteil falsch auszulegen.